# Церпицкая, Ольга Львовна
О́льга Льво́вна Церпи́цкая (1 июля 1979, Ленинград) — российский политолог. Доктор политических наук (2012). Доцент. Профессор кафедры мировой политики Санкт-Петербургского Государственного Университета. Сфера научных интересов: совместная международная деятельность Русской Православной Церкви и Российского государства; роль мировых религий в системе международных связей

## Биография
Родилась 1 июля 1979 года в Ленинграде в семье протоиерея Льва Церпицкого
В 2001 году окончила факультет международных отношений Санкт-Петербургского государственного университета (отделение мировой политики).
В 2001—2005 годы ассистент кафедры мировой политики факультета международных отношений Санкт-Петербургского Государственного Университета.
В 2003 году защитила диссертацию «Международная деятельность Русской Православной Церкви в контексте внешней политики Российской Федерации в условиях глобализации» на соискание учёной степени кандидата политических наук.
В 2005—2007 годы — старший преподаватель кафедры мировой политики факультета международных отношений Санкт-Петербургского Государственного Университета.
С 2007 года — доцент кафедры мировой политики факультета международных отношений Санкт-Петербургского Государственного Университета, заместитель декана по научной работе.
В декабре 2009 года включена в резерв управленческих кадров, находящихся под патронажем Президента России («президентский резерв»).
В 2012 году в Санкт-Петербургском государственном университете защитила диссертацию «Православная духовная миссия в контексте глобальных модернизационных процессов» на соискание учёной степени доктора политических наук.

## Публикации
статьи
- Архимандрит Антонин (Капустин) и русские святыни на Святой Земле // Санкт-Петербургские епархиальные ведомости. 2000. — Вып. 21-22. — С. 47-62.
- Зарубежные учреждения Русской Православной Церкви и их роль во внешней политике России // Россия в глобальном мире: Социально-теоретический альманах. — СПб, 2001. — № 1. — С. 274—281.
- К вопросу о роли Русской Православной Церкви в современном мире // Россия в глобальном мире: Социально-теоретический альманах. — СПб, 2002. — № 2. — С. 279—284
- «Православная экумена»: проблемы и пути их разрешения на современно этапе // Россия в глобальном мире: Социально-теоретический альманах. — СПб, 2002. — № 3. — С. 270—273.
- Православный Петербург // Рассвет над Петербургом: Санкт-Петербург в мировом сообществе / Сост. В. С. Ягья. — СПб: Европ. дом, 2005. — С. 241—247
- Русская православная Церковь и освободительное движение на оккупированных территориях (Псковская миссия): новый раздел в преподавании истории Великой Отечественной войны // Проблемы преподавания истории Второй мировой войны: Материалы II-й международной научно-практической конференции. 5 — 7 мая 2005 г., Санкт-Петербург. — СПб., 2005. — 298 c. — ISBN 5-98255-010-8. — С. 36—85.
- Церковь направляет верного // Фома. 2007. — № 2 (46). — С. 5;
- Взаимоотношения «старых» меньшинств Европы с правительствами отдельных стран и с инокультурным большинством // Арктическая идея: Россия — Северная страна. 2009. — Апрель. — С. 94-95.
- К вопросу о существовании политической мысли в Древнем Египте // Актуальные проблемы мировой политики в XXI веке. — № 4: Восток в современном мире. — СПб, 2009. — С. 45-62
- The possibilities of the religious factor use in the Russian Federation’s image-making // Каспийский регион: политика, экономика, культура. 2009. — № 1. — С. 31.
- Основные направления международной деятельности Русской Православной Церкви на современном этапе // Россия в глобальном мире: Соц.-теорет. альманах. — № 16. — СПб, 2009. — С. 206—219
- Концепция регионального институционализма // Научно-аналитический журнал Обозреватель — Observer. 2010. — № 4 (243). — С. 7-14. (в соавторстве с Н. Ю. Маркушиной)
- Теоретические аспекты миссионерской деятельности // Научно-аналитический журнал Обозреватель — Observer. 2010. — № 3 (242). — С. 81-89.
- Возможности использования религиозного фактора для формирования имиджа Российской Федерации // Каспийский регион: политика, экономика, культура. 2010. — № 1 (22). — С. 31-34.
- «Арктическое окно» Северного Измерения // Каспийский регион: политика, экономика, культура. 2011. — № 3 (28). — С. 88—97. (c Н. Ю. Маркушиной, Н. К. Харлампьевой)
- К вопросу о взаимодействии Русской Православной Церкви и Российской Федерации в обеспечении международной безопасности // Каспийский регион: политика, экономика, культура. 2011. — № 2 (27). — С. 116—120.
- формирование «православной цивилизации» // Научно-аналитический журнал Обозреватель — Observer. 2011. — № 5 (256). — С. 73—78.
- Формирование в России национальной идеи // Научно-аналитический журнал Обозреватель — Observer. 2011. — № 7 (258). — С. 59—65.
- Миссии и представительства в системе зарубежных учреждений РПЦ // Научно-аналитический журнал Обозреватель — Observer. 2011. — № 4 (255). — С. 42—48.
- Эволюция православной духовной миссии под влиянием процессов модернизации // Вестник МГИМО Университета. 2012. — № 6 (27). — С. 193—195.
  - Эволюция православной духовной миссии под влиянием процессов модернизации // Межкультурная коммуникация: современная теория и практика. Материалы VII Конвента РАМИ: Научное издание. Под редакцией А. В. Шестопала, М. В. Силантьевой; ответственный редактор А. В. Мальгин. 2013. — С. 197—202.
- Олимпийские и Паралимпийские зимние игры в Сочи, как аспект «Мягкой силы» // Ученые записки университета им. П. Ф. Лесгафта. 2014. — № 10 (116). — С. 89—93. (с Н. Ю. Маркушиной)
- «Политический духовник» как фактор политической активности // София. 2014. — № 1. — С. 15—16
  - «Политический духовник» как фактор политической активности // Клио. 2015. — № 3 (99). — С. 4—7. (с Н. Ю. Маркушиной)
- Новые тенденции во взаимоотношениях врача и пациента // Скорая медицинская помощь. — 2016. — № 1. — С. 4—8 (с В. А. Мануковским и Н. В. Ковалевской)
- Бинарность оценочного сознания в современных взаимоотношениях врача и пациента в России // Вестник Санкт-Петербургского университета. Серия 11. Медицина. — 2017. — Т. 12, № 1. — С. 48—53. (в соавторстве с В. А. Мангуковским)
- Актуальные тенденции в отечественной «медицине постмодерна» // Нейрохирургия и неврология детского возраста. 2018. — № 2 (56). — С. 8-11. (в соавторстве с В. А. Мануковским)
- Ценностные ориентиры современного спорта // Теория и практика физической культуры. 2018. — № 4. — С. 93-95. (c Н. Ю. Маркушиной, Ю. С. Кузьминым, Н. Г. Заславской)
- Политико-богословский аспект подвига новомучеников на примере священномученика Платона, епископа Ревельского // Вопросы теологии. 2020. — Т. 2. — № 2. — С. 221—233. (в соавторстве с К. А. Костроминым)
- Современные проблемы миссионерской работы среди самодийских народов // Вопросы теологии. — 2021. — Т. 3, № 1. — С. 97-105. (соавтор: Д. В. Яковов)

книги
- Взаимодействие Русской Православной Церкви и Российского государства в мировом сообществе / О. Л. Церпицкая ; Санкт-Петербургский гос. ун-т, Фак. международных отношений. — Санкт-Петербург : Изд-во Санкт-Петербургского ун-та, 2006 (СПб. : Тип. изд-ва СПбГУ). — 170 с. — ISBN 5-288-04012-5
- Международная деятельность Русской Православной Церкви и внешняя политика Российской Федерации: учебно-методическое пособие. — СПб.: Изд-во С.-Петерб. ун-та, 2009. — 108 c. — ISBN 978-5-903931-31-6.
- Исследование роли региональной компоненты в формировании внешней политики Российской Федерации. — СПб.: Факультет международных отношений СПбГУ, 2009. — 136 с. (с Н. Ю. Маркушиной и И. В. Зеленевой)
- Мировые религии в контексте мировой политики: учебно-методическое пособие. — СПб.: Изд-во Санкт-Петербургского университета, 2009. — 128 c. — ISBN 978-5-903931-38-5.
- Православная духовная миссия и глобальные модернизационные процессы — СПб: СПбГУ, 2011. — 248 с.
- Russia and Regionalization of World Politics (англ.). — Second Edition (enlarged). — Berlin: Golden Mile GmbH, 2017. — 89 p. — ISBN 978-3-944611-09-9. (с Н. Ю. Макрушиной и Н. В. Ковалевской)